# St. Nikolaus (Spalt)
St. Nikolaus ist ein ehemaliges Kollegiatstift in Spalt in Bayern in der Diözese Eichstätt.

## Geschichte
Das dem hl. Nikolaus von Myra und der hl. Maria geweihte Stift wurde 1295 durch Konrad den Frommen, Burggraf von Nürnberg, und seine Gattin Agnes unter Mitwirkung des Bischofs von Eichstätt gegründet und 1296 nach Abenberg verlegt. 1300 erfolgte die Rückverlegung. Das Stift wurde zu Beginn des 17. Jahrhunderts mit dem Kollegiatstift St. Emmeram vereinigt. Die vereinigten Stifte wurden 1804/1806 aufgehoben.

## Kirche St. Nikolaus
Um 1320 erbaut und ab 1767 nach Plänen des fürstbischöflichen Hofbaumeisters Moritz Pedetti als Sakralbau im Stil des Rokoko mit einer Doppelturmfassade neu errichtet. Den Stuck schuf Tassilo Zöpf. Die Kirche St. Nikolaus war nach der Säkularisation von 1806 bis 1836 geschlossen.

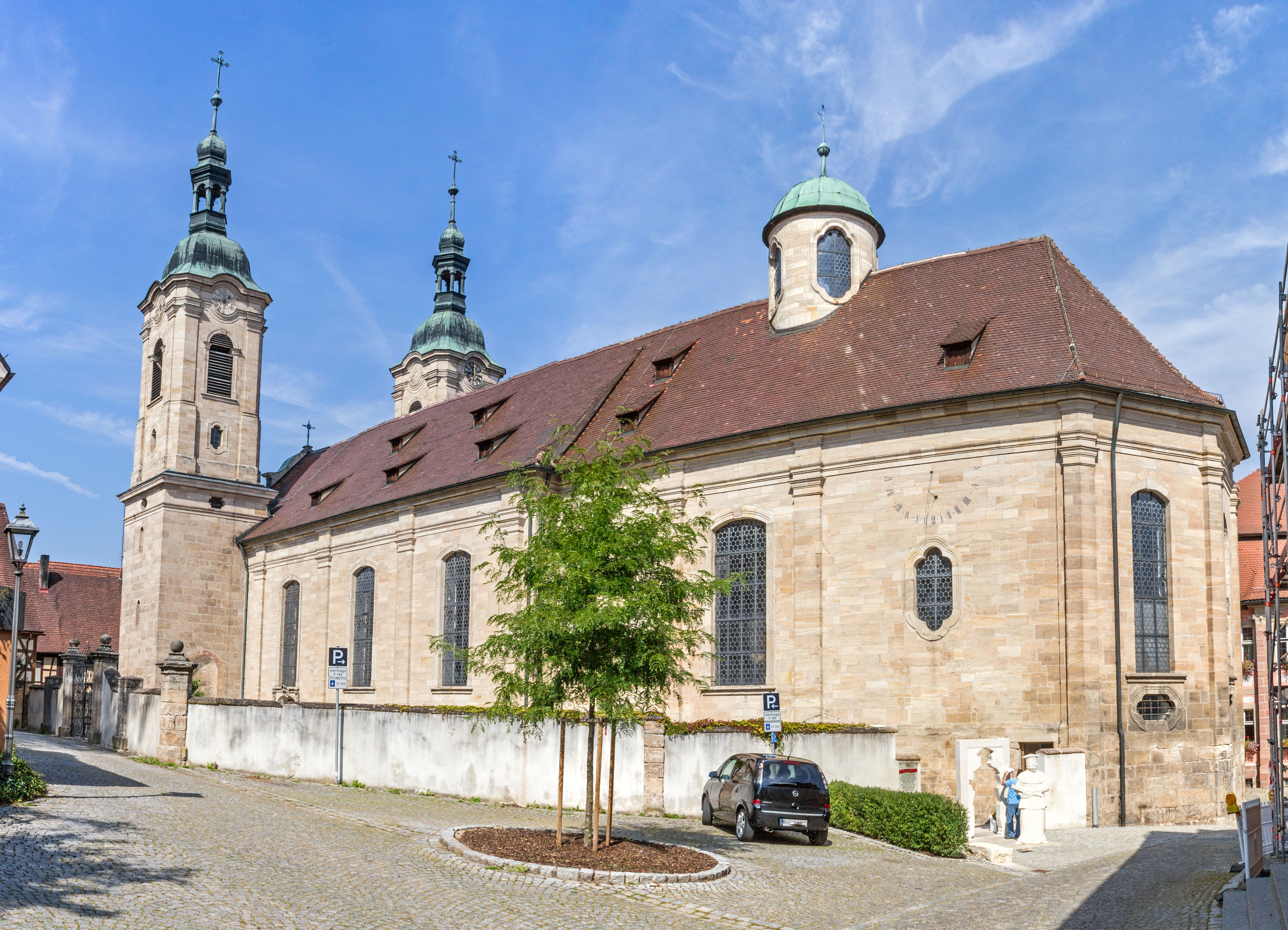
St. Nikolaus in Spalt
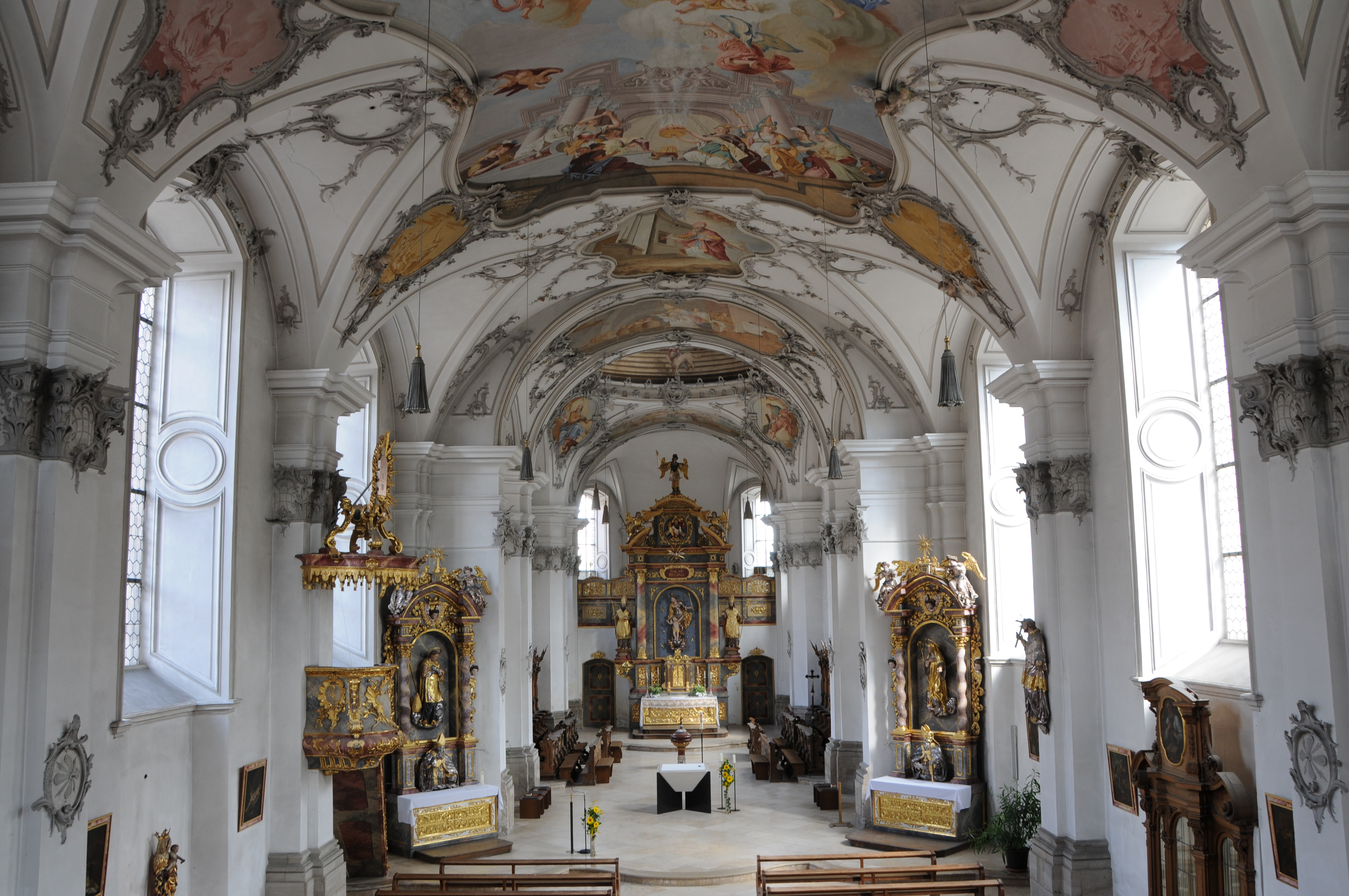
Innenansicht

### Orgel
Die Orgel wurde 1868 von dem Orgelbauer Steinmeyer erbaut, und zuletzt im Jahre 2005 von dem Orgelbauer Sandtner restauriert. Das Kegelladen-Instrument hat 10 Register auf einem Manual. Die Trakturen sind mechanisch.
| Manual C-f’’’ |       |
| Prinzipal     | 8′    |
| Gedeckt       | 8′    |
| Gamba         | 8′    |
| Salicional    | 8′    |
| Octav         | 4′    |
| Flöte         | 4′    |
| Octav         | 2′    |
| Mixtur III    | 2 ⁄3′ |

| Pedal C-d’ |     |
| Subbass    | 16′ |
| Violon     | 8′  |

- Normalkoppeln: I/P[3]